# Barbara Buchholz
Barbara Buchholz (Duisburg, 1959. december 8. – Berlin, 2012. április 10. ) német zenész és zeneszerző, a világ egyik elismert tereminvirtuóza.

## Élete

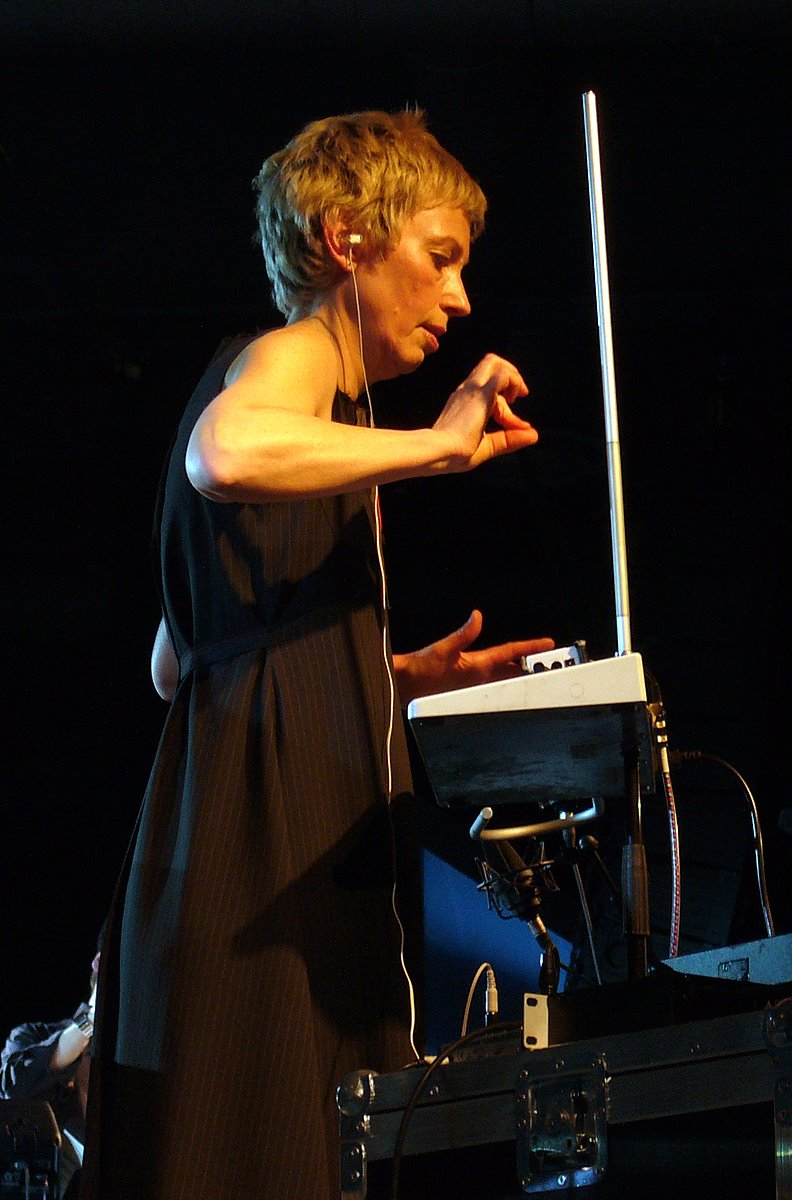
A brémai Jazzaheaden, 2008

Zenei tanulmányait a Bielefeldi Egyetemen (Universität Bielefeld) végezte. Az 1980-as évek elejétől különböző interdiszciplináris projekteken és a színházi zene területén is dolgozott. Első sikereit a német Reichlich Weiblich nevű női jazz-zenekar tagjaként aratta. A Tap It Deep - „midifikált“ sztepptánc és zene, valamint a Human Interactivity és a Theremin: Berlin-Moskau projektek producere volt.
A kilencvenes évek végén megismerkedett Lydia Kavinával, a teremin feltalálója unokahúgával. Kavina – akit ma a világ első számú tereminzenészének tartanak – tanítványaként Moszkvában megtanult játszani a tereminen, amelyet teljes értékű hangszerként használt a jazz, improvizációk és a modern zene különböző területein.
A jazz területén fellépett, többek között, trióként a norvég Arve Henriksennel (trombita) és Jan Bang elektronikus zenésszel. Szóló koncertjei mellett turnézott a Jazz Bigband Graz együttessel is.
Több modern zenekari műben játszotta a tereminszólamot, pl. John Neumeier A kis hableány című balettjében (zene: Lera Auerbach).
2009-ben fellépett a német RTL-televízió Das Supertalent show-ban, ahol nagy sikerrel mutatta be hangszerét a nagyközönségnek is.
2012. április 10-én, rákban halt meg.

## Diszkográfia
- Touch! Don't Touch! (Lydia Kavina és a Kammerensemble Neue Musik Berlin együttműködésével) / Kiadó: wergo (2006)
- Theremin: Russia with Love / Kiadó: intuition (2006)
- Moonstruck / Kiadó: intuition (2008)

## Külső hivatkozások
- Barbara Buchholz honlapja
- Bucholz myspace oldala
- Buchholz az intuition kiadó honlapján